# Şerif Gören
Şerif Gören, född 14 oktober 1944 i Xanthi, Grekland, död 8 december 2024 i Istanbul, var en turkisk filmregissör. Tillsammans med Yılmaz Güney tilldelades Gören Guldpalmen vid filmfestivalen i Cannes 1982, för filmen Yol.